# Klaus Stierstorfer
Klaus Stierstorfer (* 1961) ist ein deutscher Anglist und Universitätsprofessor an der Westfälischen Wilhelms-Universität Münster.

## Beruflicher Werdegang
Klaus Stierstorfer studierte von 1982 bis 1989 Englisch und Theologie an der Universität Regensburg. 1989 promovierte er zu britischem Drama des 19. Jahrhunderts am St Cross College der University of Oxford. Nachdem er von 1997 bis 2002 als Wissenschaftlicher Mitarbeiter und Assistent an der Universität Würzburg gearbeitet hatte, nahm er eine Professorenstelle an der Universität Düsseldorf an, wo er von 2002 bis 2004 das anglistische Seminar leitete. Seit 2004 ist er als C4-Professor Geschäftsführer des Englischen Seminars an der Westfälischen Wilhelms-Universität Münster. Von 2007 bis 2009 war er Präsident des Deutschen Anglistenverbandes.
Stierstorfer publiziert zu britischer, kolonialer und post-kolonialer Literatur. Seine Forschungsinteressen liegen in Migration, Staatsbürgerschaft, Disapora, Literatur- und Kulturtheorie und Recht und Literatur.

## Publikationen

### Monografien
- John Oxenford (1812-1877) as Farceur and Critic of Comedy. Peter Lang, Frankfurt 1996. ISBN 978-0-8204-3181-9
- Konstruktion literarischer Vergangenheit: Die englische Literaturgeschichtsschreibung von Warton bis Courthope and Ward. Universitätsverlag Winter, Heidelberg 2001. ISBN 978-3-8253-1245-9

### Als Herausgeber (Auswahl)
- Beyond Postmodernism. Reassessments in Literature, Theory, and Culture. Walter de Gruyter, Berlin New York 2003. ISBN 978-3-11-017722-0
- mit Laurenz Volkmann: Teaching Postmodernism / Postmodern Teaching. Stauffenburg Verlag, Tübingen 2004. ISBN 978-3-86057-106-4
- mit Laurenz Volkmann: Kulturwissenschaft interdisziplinär. Narr, Tübingen 2005, ISBN 3-8233-6124-4

### Wissenschaftliche Ausgaben
- London Assurance and Other Victorian Comedies. Oxford World’s Classics. Oxford University Press, 2001 (Herausgeber, Vorwort und Kommentar) ISBN 978-0-19-283296-2
- Women Writing Home 1700-1920: Female Correspondences Across the British Empire. Pickering & Chatto, London 2006. (6 Bände, Gesamtherausgeber der Serie: Klaus Stierstorfer) ISBN 978-1-85196-793-3

### Essays
- Canadian recontextualization of a German nightmare: Henry Kreisel's "Betrayal" (1964), in dsb., Heinz Antor, Sylvia Brown Hgg.: Refractions of Germany in Canadian Literature and Culture. de Gruyter, Berlin 2003, wieder 2015, S. 195–206